# Dominic Spinelli

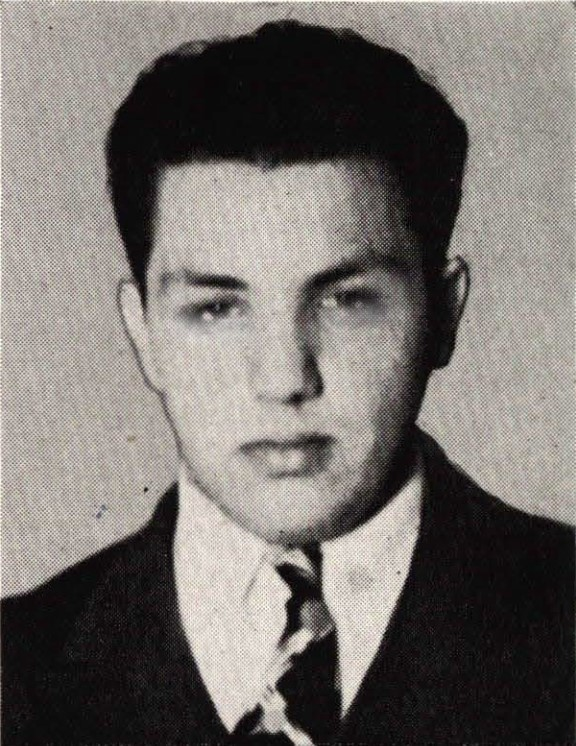
Dominic Spinelli als Student der University of Dayton, ca. 1944

Dominic Vito Spinelli (* 23. Juli 1923 in Hamilton, Ohio, USA; † 14. April 1945 in der Nähe von Willsbach in Baden-Württemberg) war Gefreiter in einer Sanitätseinheit der US-Armee, kurz vor Ende des Zweiten Weltkriegs in Deutschland gefallen beim Versuch, verwundete Kameraden zu retten. Als posthume Ehrung wurden 1948 die Mannheimer US-Kaserne Spinelli Barracks nach ihm benannt. Nach dem Abzug der US-Armee wurde die Bezeichnung im Rahmen der Konversion übernommen, so dass heute ein Park, ein Wohngebiet und ein Platz in Mannheim den Namen Spinelli tragen. Im Rahmen der Bundesgartenschau 2023 in Mannheim wurde eine Rosen-Neuzüchtung „Spinelli-Rose“ getauft.

## Leben

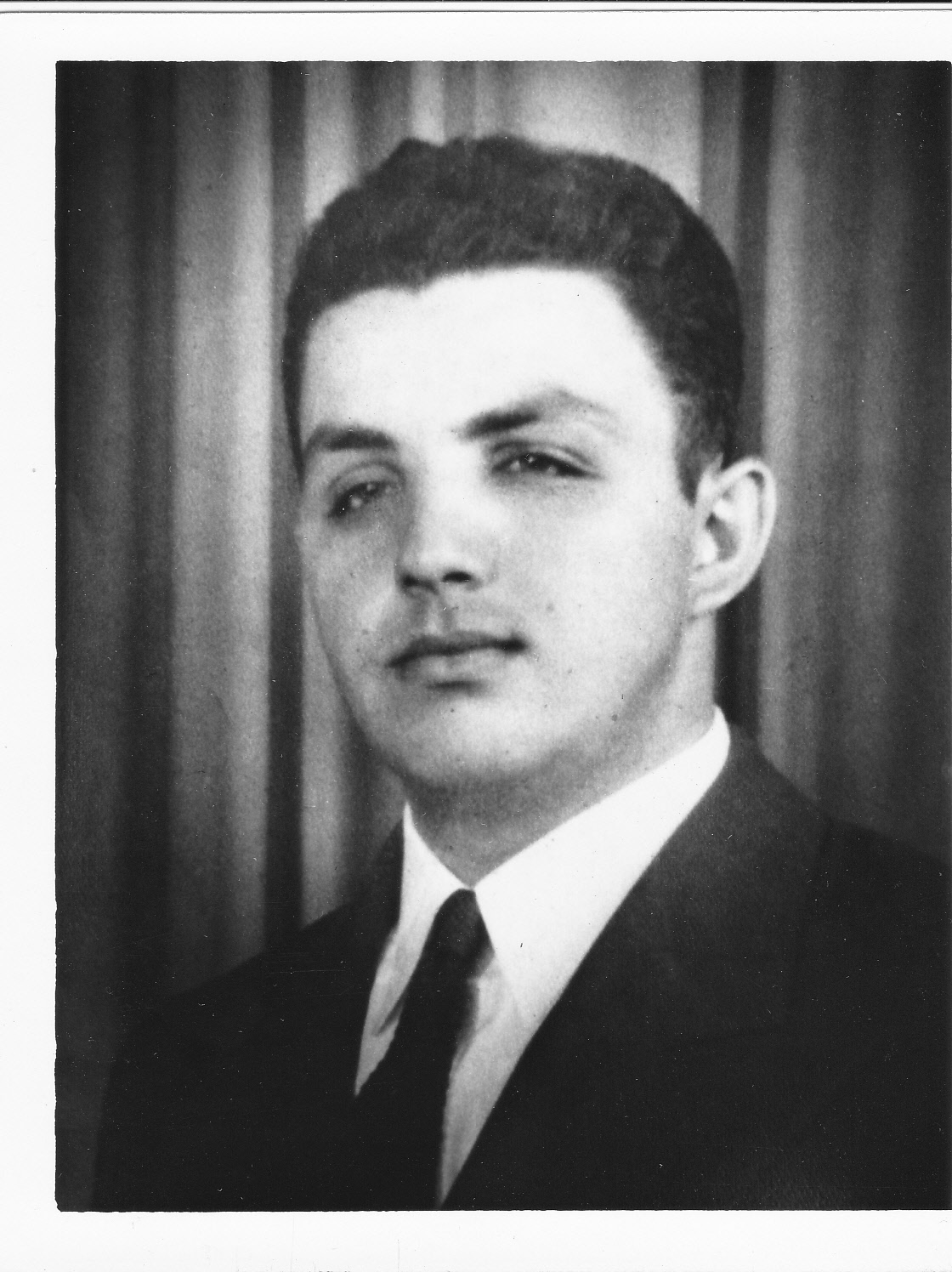
Dominic V. Spinelli bei seiner Abschlussfeier, ca. 1943

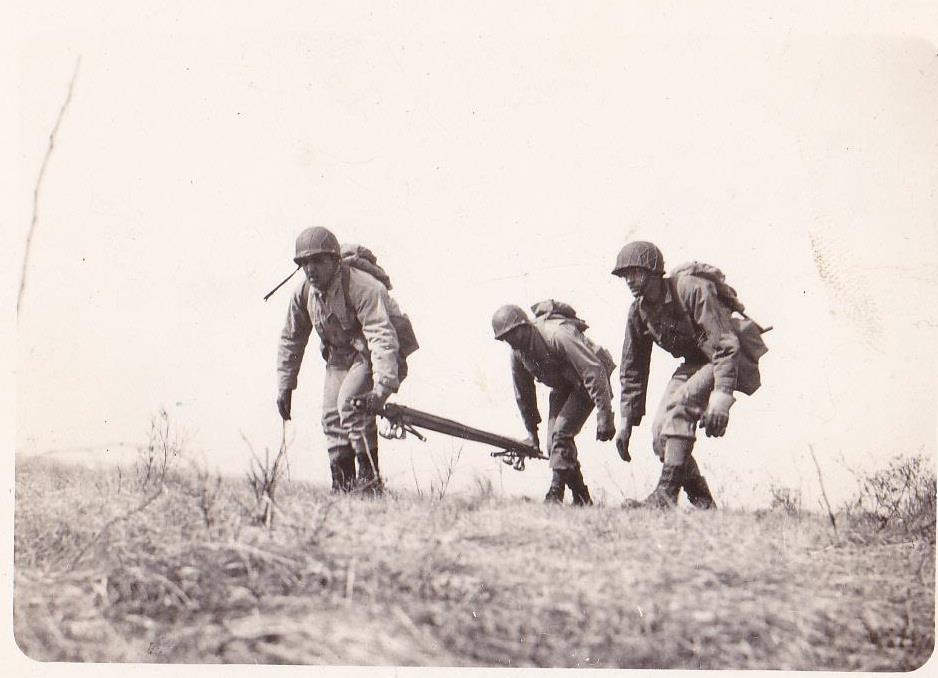
Dominic V. Spinelli (links) bei seiner Mitlitärausbildung als Sanitäter in Georgia, USA, 1943

Dominic Spinelli wuchs mit einem Bruder und einer Schwester in Hamilton, Ohio, auf. Seine italo-amerikanische Familie hatte ihre Wurzeln u. a. in Bari, Süditalien. Spinelli besuchte die University of Dayton, Ohio, USA, bevor er im Dezember 1943 in die US-Armee eintrat. Als Private First Class war er in der 100. US-Infanterie-Division als Operationstechniker der Sanitätsabteilung im Einsatz. Am 14. April 1945 wurde der 21-Jährige in der Nähe der württembergischen Gemeinde Willsbach im Landkreis Heilbronn von Scharfschützen der Wehrmacht getötet, als er versuchte, vier verwundete Kameraden aus der Feuerlinie zu bergen. Er wurde nachträglich mit den Orden Purple Heart und Silver Star „für außergewöhnliche Tapferkeit und Furchtlosigkeit im Kampf gegen den Feind“ ausgezeichnet. Drei Jahre später gab die US-Armee der in Mannheim-Feudenheim genutzten ehemaligen Pionierkaserne den Namen Spinelli Barracks. Beerdigt wurde Dominic Spinelli in seiner Heimatstadt Hamilton.

## Posthume Ehrung 1962

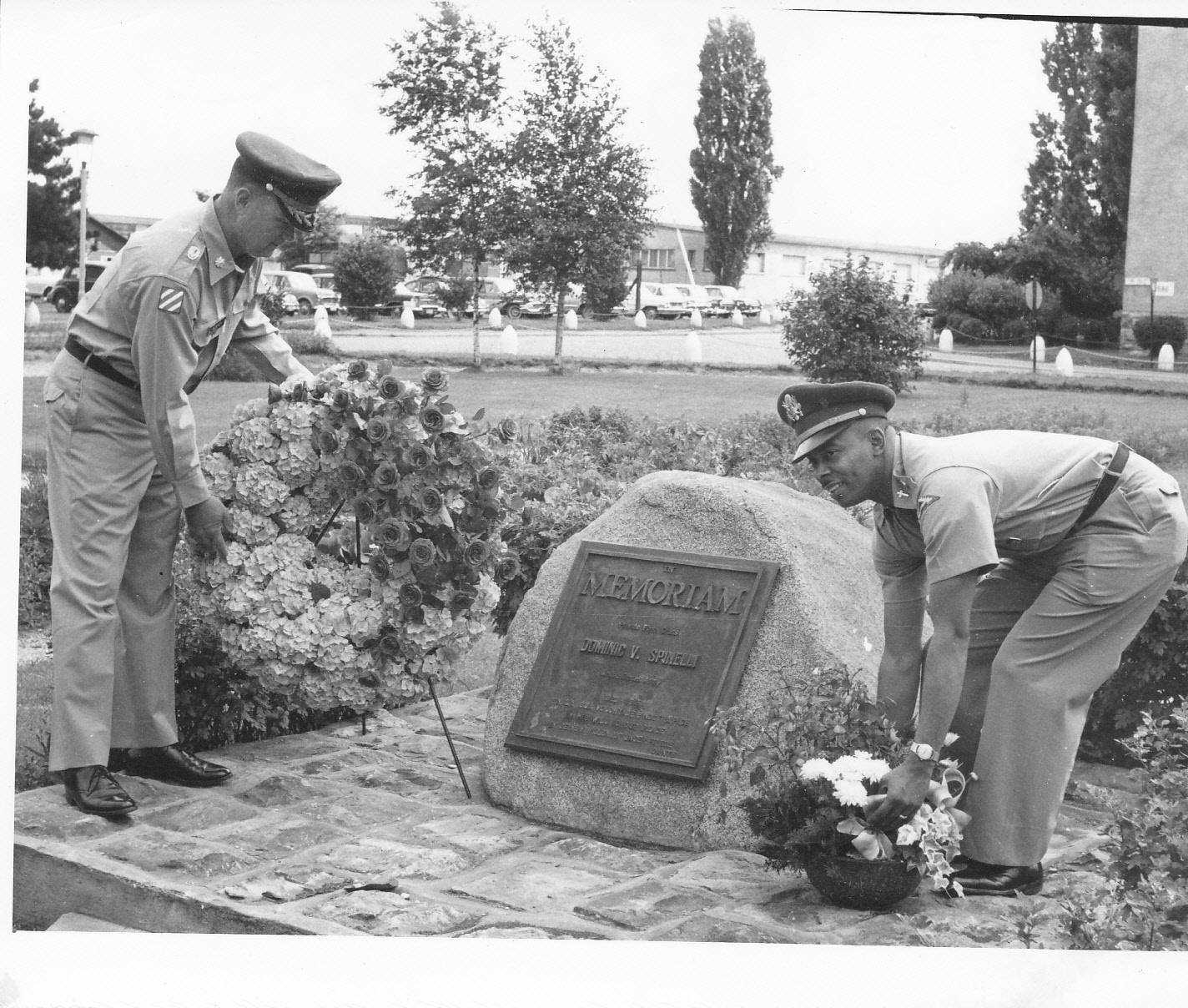
Posthume Ehrung Dominic Spinellis in Mannheim 1962

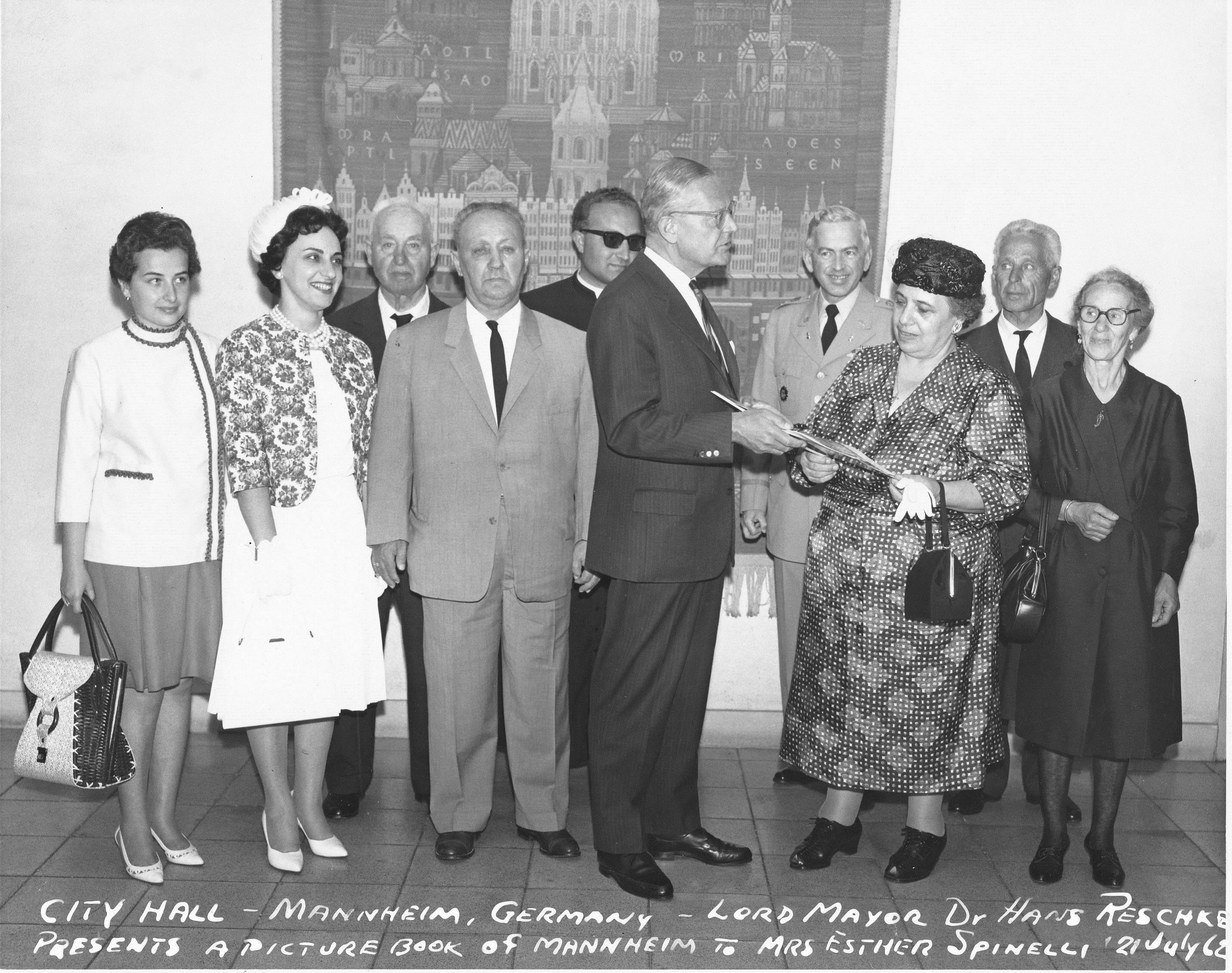
Oberbürgermeister Dr. Hans Reschke mit Dominic Spinellis Eltern und Schwester, 1962

Im Jahr 1962 wurde im Rahmen einer Gedenkveranstaltung auf dem Gelände der Spinelli Barracks ein Gedenkstein mit dem Text „In memoriam Dominic Spinelli – 1923 bis 1945“ enthüllt. Darunter stand in italienischer, englischer und deutscher Sprache das Dante-Wort: „In seinem Willen ist unser Friede.“ Anwesend waren Ehrengäste aus Politik sowie amerikanischem und deutschem Militär, Spinellis Eltern, seine Schwester sowie Familienangehörige aus Bremen und der apulischen Hafenstadt Bari.
Vor ihrem Abzug und der Übergabe des Areals im Januar 2014 entfernte die US-Armee die Gedenkplatte und lagerte sie im Stützpunkt Kaiserslautern ein. Am 1. August 2023 wurde die Gedenktafel durch die Stadt Mannheim erneuert, nachdem es nicht gelungen war, das Original der US Army zurückzuerhalten.

## Benennungen nach Spinelli in Mannheim

### Spinelli Barracks

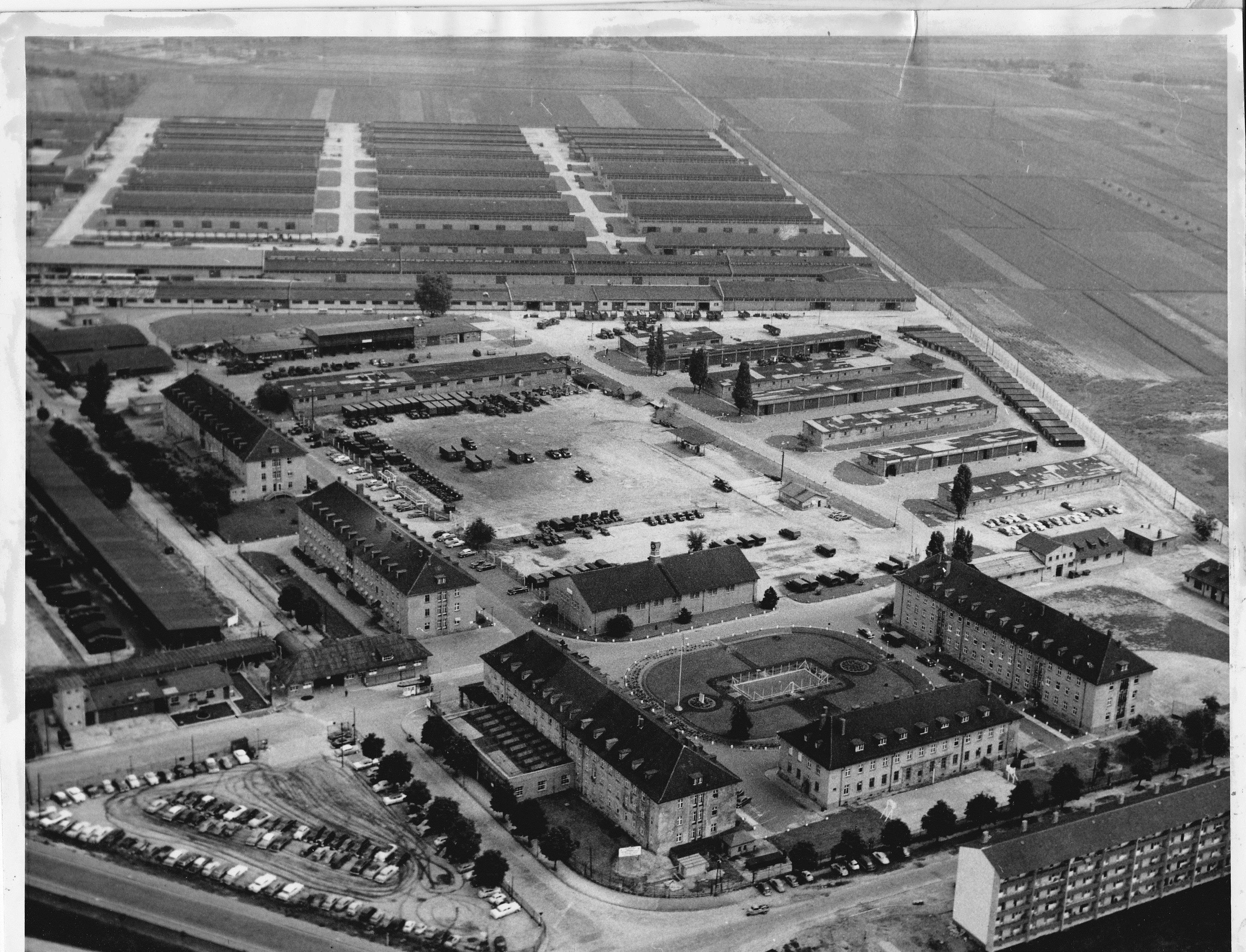
Luftbild der Spinelli Barracks, aufgenommen von Dominic Spinellis Eltern bei ihrer Anreise zur Ehrung, 1962

Nach dem Ende des Zweiten Weltkriegs nutzten die US-Streitkräfte eine ehemalige Pionier-Kaserne der Wehrmacht, die 1938 auf einer 40 Hektar großen Fläche nahe Mannheim-Feudenheim errichtet worden war, als Logistik-Depot. Vom 31. Mai 1945 bis 2014 war dieses Depot eines der wichtigsten der US-Streitkräfte in Europa und spielte eine zentrale Rolle für den US-Heeresnachschub. Am 5. November 1945 wurden 800 US-Soldaten in der Kaserne einquartiert, die 1948 zu Ehren des getöteten Gefreiten Dominic Spinelli den Namen Spinelli Barracks erhielt. Bis zum Abzug der US-Streitkräfte aus Mannheim befanden sich dort Lagerhallen, Fahrzeugstellflächen, Werkstätten und eine Panzerwaschanlage.
Auch die anderen US-Kasernen in Mannheim wurden in der Regel nach einfachen US-Soldaten benannt, die wie Dominic Spinelli im Zweiten Weltkrieg gefallen und für besondere Verdienste ausgezeichnet worden waren: Gefreiter Cecil Taylor (Taylor Barracks), Gefreiter George Sullivan (Sullivan Barracks), Gefreiter Robert Funari (Funari Barracks) und Unteroffizier Samuel J. Turley (Turley Barracks). Ihre Namen wurden nach dem Abzug der US-Armee ebenfalls übernommen und im Rahmen der Konversion für die neu entstehenden Wohnquartiere oder als Straßennamen genutzt. Die nach Oberstleutnant Wilson D. Coleman benannten Coleman Barracks werden noch durch die US-Streitkräfte genutzt.

### Spinelli-Park und Bundesgartenschau 2023

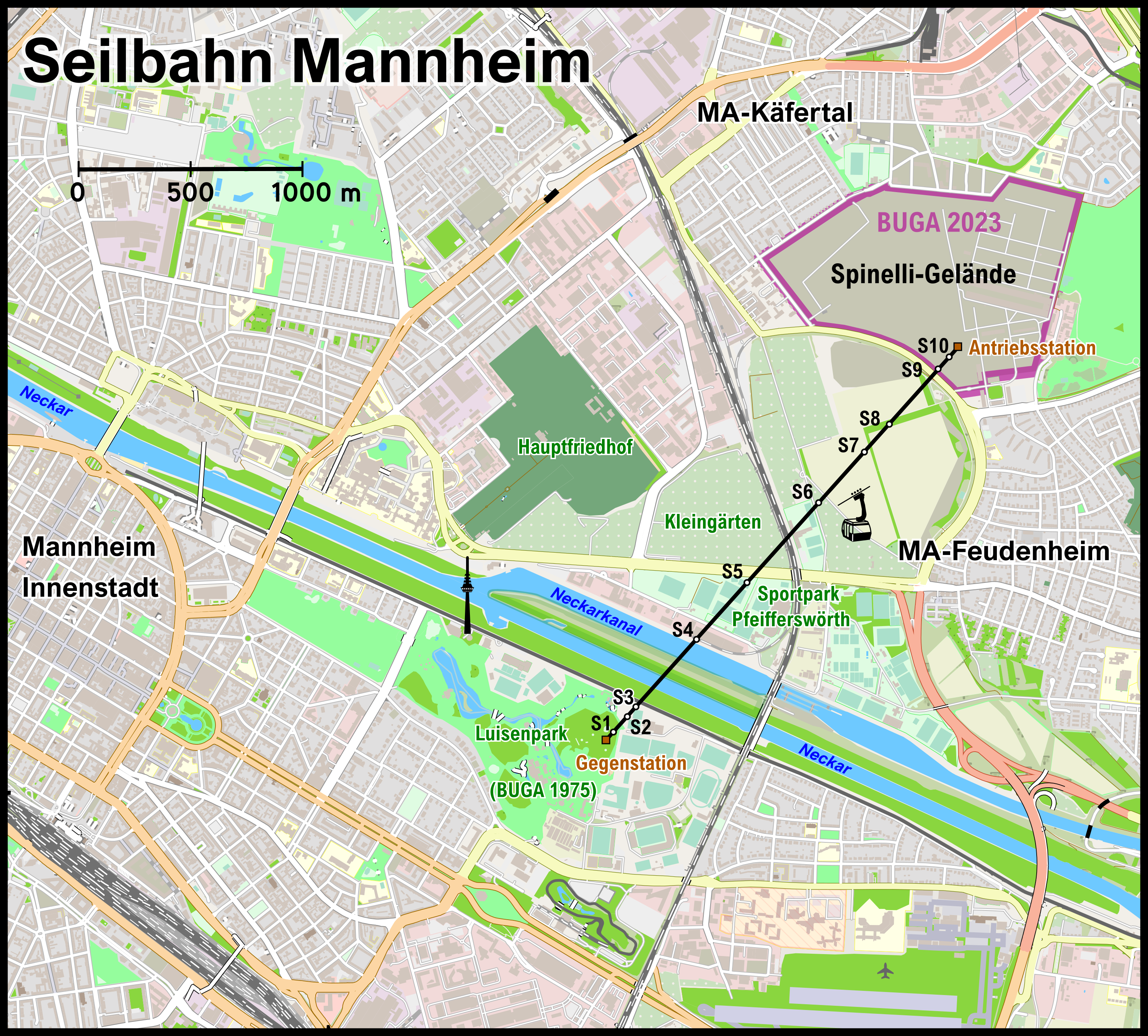
Spinelli-Gelände der BUGA 23

Durch den Abzug der US-Armee aus Mannheim wurden neun Kasernen mit einer Fläche von insgesamt 510 Hektar frei. Im Zuge der Konversion entstand auf dem Areal der Spinelli Barracks eines von zwei Ausstellungsgeländen der Bundesgartenschau 2023, die dort vom 14. April bis 8. Oktober 2023 stattfand. Nach der BUGA 23 wurde das Spinelli-Gelände zum öffentlichen Park der Stadt Mannheim.

### Spinelli-Quartier
Auf dem nördlichen Gelände der ehemaligen Spinelli Barracks entsteht ein neues Wohnviertel mit dem Namen Spinelli-Quartier. 1.800 Wohneinheiten für bis zu 4.500 Bewohnerinnen und Bewohner werden geschaffen, davon 70 Prozent Mehrfamilienhäuser und 30 Prozent Einfamilienhäuser.
Ziel der Stadt Mannheim ist es, ein breites Spektrum an Wohnformen für alle Bevölkerungsgruppen der Mannheimer Gesellschaft anzubieten, darunter auch gemeinschaftliches, soziales oder inklusives Wohnen. Wohnungsbaugesellschaften und -genossenschaften, Bauträger, private Bauherrinnen und Bauherren, gemeinschaftliche Wohnprojekte und Baugemeinschaften realisieren einzelne Bauprojekte auf dem Areal. Die städtische Entwicklungsgesellschaft MWSP ist mit der Entwicklung und Vermarktung des Wohngebiets betraut. Die Projektgruppe Konversion ist für die Rahmenplanung und den Städtebau zuständig und verantwortet die Entwicklung der öffentlichen Einrichtungen. Dazu gehören eine neue Grundschule, eine Kita, ein soziales Zentrum sowie Sportflächen, Caritas-Einrichtungen und ein Quartierszentrum mit Supermarkt.

### Spinelliplatz und neue Gedenktafel
2020 hat der Gemeinderat beschlossen, den im Rahmen der BUGA 2023 vor dem geplanten Haupteingang der Gartenschau entstehenden Platz in der Nähe der Straßen „Am Aubuckel“ und „Wingertsbuckel“ „Spinelli-Platz“ zu taufen.
Am 1. August 2023 hat der Mannheimer Oberbürgermeister Peter Kurz am Spinelliplatz eine Gedenktafel enthüllt, die an Dominic Spinelli erinnert. Die Mesingplakette trägt die Worte „In Memoriam Dominic Spinelli - 1923 bis 1945“ und darunter das Dante-Wort „In seinem Willen ist unser Friede“  in italienischer, englischer und deutscher Sprache. Sie ist eine Nachbildung der Tafel, die bereits 1962 bei der posthumen Ehrung Spinellis dort auf einem Findling aus dem Odenwald angebracht wurde. Zu beiden Seiten des Findlings wurden Blumentöpfe mit der „Spinelli-Rose“ ausgestellt. 

### Spinelli-Rose
Am 10. Juli 2023 wurde im Rahmen der Mannheimer Bundesgartenschau 2023 eine Rosen-Neuzüchtung auf den Namen „Spinelli“ getauft. Taufpaten waren der Mannheimer Oberbürgermeister Dr. Peter Kurz und seine Frau Daniela Franz. Die Rose ist eine gelbe Strauchrose mit dunkelgrünem, glänzendem Laub. Michael Schnellbach, Geschäftsführer der Bundesgartenschau, betonte bei der Zeremonie, dass der Name von Dominic Spinelli nun auch als Rose weiterlebt.